# Erkki Uotila
Erkki Uotila (28 de marzo de 1904 – 31 de agosto de 1975) fue un dramaturgo y actor y director teatral y cinematográfico finlandés.

## Biografía
Su nombre completo era Erkki Antero Uotila, y nació en Sääksmäki, actualmente parte de Valkeakoski, Finlandia. Fue intérprete en el Kaupunginteatteri de Jyväskylä, en el Teatro de Kotka, y en el Työväenteatteri y el Kaupunginteatteri de Helsinki. Trabajó además en labores de dirección en el Ympäristöteatteri de la capital.
Uotila trabajó para la productora cinematográfica Fenno-Filmi como director y ayudante de dirección. Como escritor trabajó, entre otros guiones, en los de las películas de Hannu Leminen Ratkaisun päivät (1956) y Muuan sulhasmies (1956). Uno de sus papeles más destacados como actor cinematográfico fue el de barón Lichtenstein en la cinta Jääkärin morsian (1938), aunque a lo largo de  su carrera trabajó en unas 25 producciones, algunas de ellas de la serie Pekka Puupää. En los últimos años de su carrera se centró en actuar para diferentes películas y series televisivas.
Además de su trabajo en el mundo del espectáculo, Uotila escribió diferentes piezas teatrales y trabajó como traductor. En algunas de sus obras utilizó el pseudónimo Antero Kalliokoski. 
Erkki Uotila falleció en Helsinki, Finlandia, en 1975, a los 71 años de edad. Casado con Taimi Annaliisa Virta , fue padre de la actriz Leena Uotila.

## Filmografía (selección)

### Actor
- 1938 : Jääkärin morsian
- 1939 : Herrat ovat herkkäuskoisia
- 1939 : Hätävara
- 1939 : Aktivistit
- 1940 : Kyökin puolella
- 1943 : Varjoja Kannaksella
- 1943 : Salainen ase
- 1944 : Hiipivä vaara
- 1944 : Erehtyneet sydämet
- 1945 : Suviyön salaisuus
- 1945 : Sinä olet kohtaloni
- 1953 : Pekka Puupää kesälaitumilla
- 1954 : Niskavuoren Aarne
- 1954 : Mä oksalla ylimmällä
- 1954 : Laivaston monnit maissa
- 1954 : Laivan kannella
- 1954 : Hei, rillumarei!
- 1955 : Pekka ja Pätkä puistotäteinä
- 1956 : Yhteinen vaimomme
- 1956 : Lain mukaan
- 1956 : Muuan sulhasmies
- 1957 : Risti ja liekki
- 1957 : Nummisuutarit
- 1963 : Totuus on armoton
- 1969 : Kesyttömät veljekset
- 1971 : Kujanjuoksu

### Director
- 1943 : Varjoja Kannaksella (con Theodor Luts)
- 1943 : Salainen ase (con Theodor Luts)
- 1944 : Erehtyneet sydämet (con Eero Leväluoma)
- 1945 : Sinä olet kohtaloni (con Yrjö Norta)

### Ayudante de dirección
- 1946 : Kultainen kynttilänjalka
- 1947 : Pikajuna pohjoiseen

## Obra escrita
- 1927 : Varjopolku
- 1934 : Kaarina
- 1935 : Hulluus hulluutta vastaan
- 1936 : Pasuuna puuttuu
- 1936 : Törmälä ja hänen poikansa
- 1937 : Reunalan Riku
- 1938 : Kauppias auttaa
- 1939 : Miss Vastamäki
- 1939 : Talosta ja torpasta
- 1941 : Se mammonan taakka
- 1942 : Suutarin saunalauantai
- 1945-1946 : Rengit ja rakkaus
- 1953-1954 : Kartanon kaunis vieras